# White (Motorrad)
White war eine ungarische Motorradmarke, die 1954–1975 von Csepel in Budapest hergestellt wurde.
Die White wurde nur in den USA angeboten. Es handelte sich dabei um die gleichen Motorräder, die in Europa unter dem Namen Pannonia geliefert wurden.
1975 wurde die Motorradfertigung bei Csepel zu Gunsten des Nutzfahrzeugbaus eingestellt.